# Sen Mitroanii

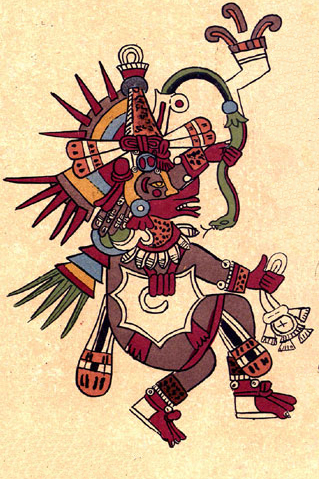
Quetzalcoatl – pierzasty wąż.

Sen Mitroanii – wizja Mitroanii, bohaterki Twarzy księżyca Teodora Parnickiego, którą bohaterka przeżyła w 302 roku.    

## Okoliczności
Do wizji Mitroanii doszło w 302 roku, w noc, która nastąpiła po podpisaniu kontraktu pomiędzy prawnuczką Mitroanii, Minerwiną a synem cezara Konstancjusza, Konstantynem. Doprowadzenie do tego związku zajęło Mitroanii i Sykoriuszowi Probusowi wiele lat. Spędzili tę noc świętowania wielkiego sukcesu na rozmowie, podczas której Mitroania wyrzucała Probusowi, że zboczył z ich wspólnej drogi na zupełnie jej przeciwną, dotąd bowiem sprzeciwiał się prześladowaniu chrześcijan, przetwarzaniu spryciarzy w męczenników, a teraz się na to zgodził. Sykoriusz wyznał, że zdąża do celu wprost przeciwnego, by się męczennicy w wyniku prześladowań przekształcili w spryciarzy. Mitroania nagle zwątpiła czy powinno kiedykolwiek dojść do porozumienia między nimi. Chwilę później poczuła się słabo. Wydało się jej, że jest na uczcie, którą urządził Sykoriusz Pompejusz dziesięć lat temu. Wezwano lekarza, a ją wyniesiono na świeże powietrze.

## Sen

### Przeciwziemia
Najpierw Mitroania zobaczyła dwa słońca, z których jedno było nadłamane. Zobaczyła też fioletowe pantery w zielone pręgi tańczące nad Ziemią. Potem znalazła się na długiej ulicy otoczonej bardzo wysokim murem bez drzwi i okien. Na końcu ulicy pojawili się i zniknęli Chozroes z Numerianem, których chciała zapytać o wiele rzeczy. Na przemian traciła wzrok lub słuch za niesubordynację i używanie metafor, które były na Przeciwziemi zakazane. W pewnym momencie na skrzyżowaniu murów ukazała się siatkowa wieża w kształcie ściętego stożka, która wypełniała się parą. Wtedy cztery węże pierzaste, różnokolorowe, zaczęły ją gwałcić wysysając z niej krew. A gdy się napiły uleciały, unosząc całą krew osiemnastu pokoleń Arsacydów i czterdziestu dziewięciu Swijaszydów. Było jej bardzo dużo, ale za mało, aby dać wystarczający napęd parze do odbycia przez Chrystusa, Głównego Mechanika Przeciwziemi, odwlekającej się, powrotnej podróży na Ziemię w rydwanie międzyplanetarnym. By ją uzupełnić potrzebne były nowe prześladowania chrześcijan.

### Sąd

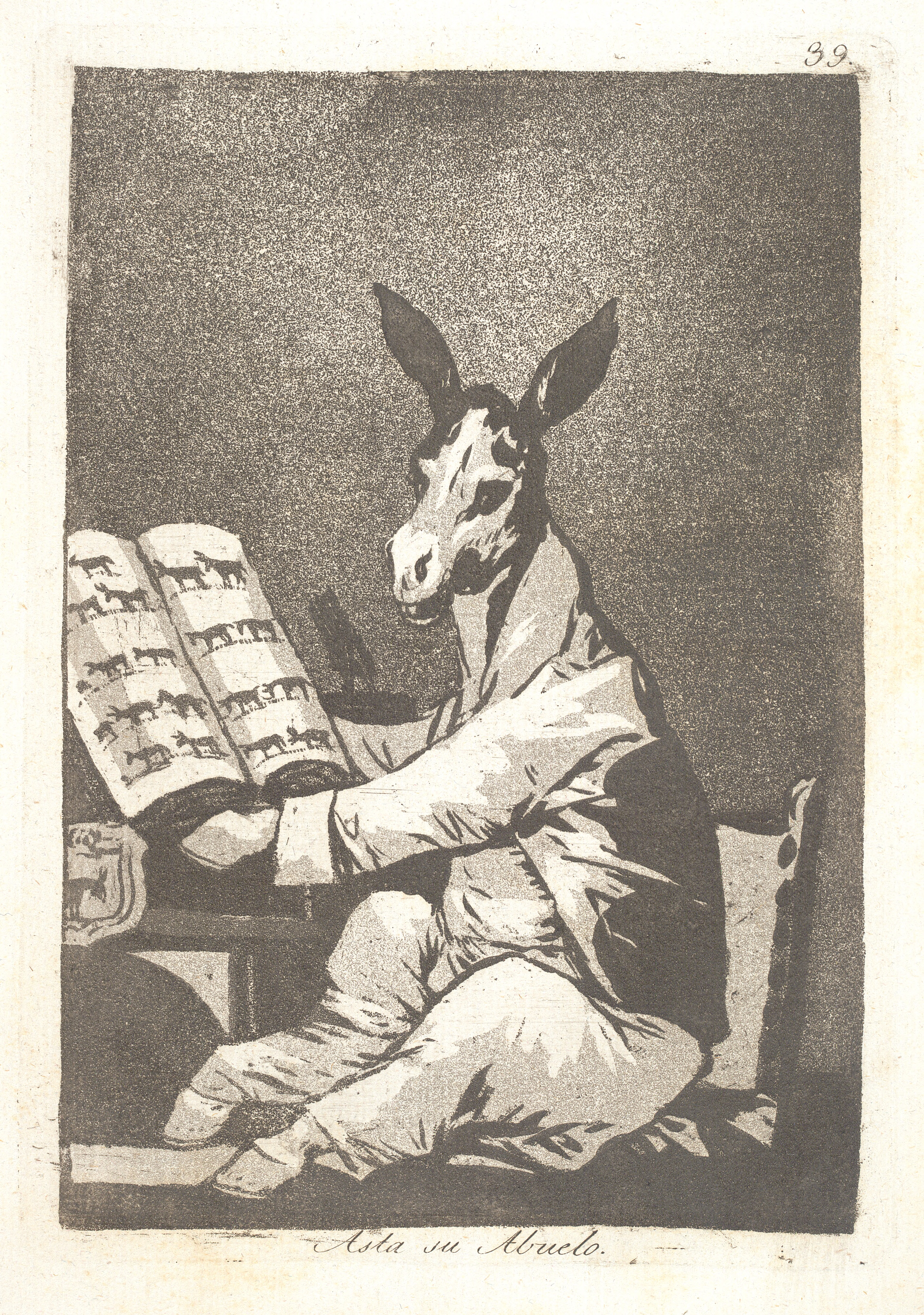
Goya. Cykl Osły i ludzie

Mitroanii groził tymczasem sąd, który mógł jej przynieść wiekuistą śmierć. Została oskarżona o podawanie się za kogoś innego. Korzystając z prawa do obrony, wybrała sobie siedmiu obrońców: Chozroesa, Septymiusza Senecjona, Arsamucha, Anulina starszego, Euecjusza Georgiusza i cesarzy: Decjusza i Kwintyliusza. Musiała o nich walczyć i wywalczyła ostatecznie tylko trzech. Trybunał złożony z osłów zaproponował jej zrzeczenie się życia pośmiertnego i powrót na Ziemię. Odmówiła. Początkowo Trybunał zatwierdził tylko jednego obrońcę, Decjusza, choć prześladował na wielką skalę chrześcijan, a na Przeciwziemi od dwu milionów wieków naczelną władzę sprawował mechanik, na Ziemi zwany wcielonym w Jezusa, Chrystusem. Kwintyliusz został wyłączony, gdyż zgłosił się na pomocnika oskarżyciela, a Chozroes jako jego główny świadek. Septymiusz zrzekł się prawa bronienia Mitroanii, natomiast podjął się świadczenia za nią lub przeciw niej. Arsamuchowi oskarżyciel postanowił zarzucić  współwinę, podobnie Anulinowi. A Euecjusz Georgiusz nie mógł zostać powołany, bo wciąż żył jeszcze.
Mitroania przystąpiła do kontrnatarcia: Arsamuch i Anulinus nie mogą zostać wyłączeni jako współwinni, dopóki nie udowodni się jej winy. Chozroes i Septymiusz Senecjo z kolei  nie mogą występować przeciw niej przed Trybunałem, w którego istnienie nie wierzyli. Pierwszy, bo nie wierzył w możliwość podróży międzyplanetarnych, drugi, bo uważał, że do Przeciwziemi można dotrzeć już za życia i to okrętem. Trybunał otrzymał zlecenie z przeciwległego bieguna Przeciwziemi, by umożliwić obydwu osobistą obronę przeciw tym zarzutom. Ostatecznie sąd uznał, że Chozroes i Septymiusz nie mogą występować po stronie oskarżenia, mogą natomiast, jeśli chcą, bronić Mitroanii.
Przedmiotem procesu miało być wyjaśnienie, co stało się z krwią tylu pokoleń Arsacydów i Swijaszydów, skoro ze zbiornika, którym jak domniemywano, była Mitroania, nie udało się jej wężom skrzydlatym w wystarczającej ilości pozyskać. A to opóźniło powtórne przyjście na Ziemię Naczelnego Mechanika Przeciwziemi. Oskarżyciel zarzucił Mitroanii, po pierwsze: rozmyślne wprowadzenie władz Przeciwziemi w błąd, poprzez wystawienie na sprzedaż gorszego gatunku paliwa po cenie jaką płaci się za najwyższy; a po drugie: spowodowanie niedoboru w sprzedanym zasobie poprzez użycie go w sposób przez nabywców nie przewidziany. Decjusz dopatrzył się w oskarżeniu sprzeczności. Sąd odrzucił jego  obiekcje. Mitroania zdawała się tym nie przejmować, tak bardzo cieszyło ją zwycięstwo dotyczące Chozroesa i Septymiusza.

### Przesilenie

Grafika z Dante and the Early Astronomers, M. A. Orr, 1913. Orbity Słońca, Ziemi i Przeciwziemi (Antychtona)

Kwintyliusz uchwycił się tego zdawała się. Twierdził, że o biegu własnych myśli wie się lub nie wie, ale się nie zdaje i zarzucił Mitroanii oszustwo. W jej obronie stanął Septymiusz wskazując, że jej ziemska świadomość nie przywykła jeszcze do rzeczywistości przeciwziemskiej. Mitroania przyznała się, że się dziwi. Kwintyliusz triumfował, bo dziwienie się było na Przeciwziemi karane śmiercią wieczną. Wtedy w jej obronie stanął nowy obrońca i cały trybunał łącznie z Kwintyliuszem starał się nie zdziwić, gdyż był to Euecjusz Georgiusz. Kwintyliusz i Trybunał próbowali go odpędzić, uznać za sen lub złudzenie, ale on niewątpliwie był i nie wahał się używać przenośni. Kwintyliusz ukazał w zwierciadle, że Euecjusz wciąż przebywa na Ziemi. Ten jednak nie widział w tym sprzeczności, skoro i tak niedługo umrze. Czas przecież nie istnieje, jest przez ludzi wymyśloną miarą szeregowania wydarzeń. Sprawa Mitroanii stała coraz lepiej. 
Mitroania spostrzegła, że wszyscy oprócz Euecjusza noszą maski. Trybunał powołał Chozroesa, jako rzeczoznawcę w sprawie położenia gwiazd względem siebie. Mitroania płynęła tymczasem po Oksosie na Zgodzie Narodów z Arsamuchem, Chozroesem i Numerianem. Budziła się i słyszała już tylko dalsze wywody Euecjusza. Oślepła bowiem od wpatrywania się w źródło ognia podziemnego, którym jest Słońce. Części Słońca odrywały się od niego i oddalając się krzepły w planety. Słońce więc i Bóg Stwórca był tą samą osobą. Mitroania budziła się. Kwintyliusz przegrywał. Istniała więc nadzieja, że odzyska wolność i wzrok. Tymczasem Septymiusz tłumaczył Decjuszowi, że Platon miał rację w sprawie Atlantydy. Mitroanię nawiedzały ukłucia za użycie przenośni. Septymiusz usprawiedliwiał się przed Decjuszem, potem znikał. Słuchała opowieści o jego wędrówkach. Musiała tylko leżeć bez ruchu i bez słowa. Gdy tak leżała trąbienie rogów ogłosiło najciemniejszą godzinę nocy. Jak w nikomedyjskim pałacu Dioklecjana.

## Komentarze

### Komentarz Sykoriusza i Euecjusza
Sykoriusz widząc bardzo obfity krwotok u Mitroanii wezwał na pomoc najlepszego lekarza w pałacu, ucznia Septymiusza, Euecjusza Georgiusza. Kiedy sytuacja została opanowana, obydwaj czuwali nad chorą, dyskutując zawzięcie. Potem twierdzili, że sąd w majaczeniach Mitroanii pozornie tylko był sądem nad nią samą, a w rzeczywistości odbywał się nad nimi obydwoma. Osoby ich zjawiały się w jej widzeniach okryte maskami twarzy i imion. Głosy trybunału, oskarżycieli i obrońców były przetworzeniem tylko głosów ich dwóch. Zagadnienia poruszane przez nich pojawiały się przetworzone w jej majaczeniach. Mitroania nie chciała się zgodzić, by budzącym w niej taką trwogę sądem miała być ona sama. Miała poczucie, że choroba ujawniła coś do czego nie miała odwagi się przyznać: poczucie winy lub lęk przed karą za tę winę. Nie wiedziała jednak na czym, by owa wina miała polegać.

### Kwestia pojawienia się Decjusza
Sykoriusz z Euecjuszem na poparcie swego stanowiska wskazywali na pojawienie się w majaczeniach Mitroanii słynnego prześladowcy chrześcijan, cesarza Decjusza, będącego w opozycji do chrześcijanina Euecjusza. Mitroania twierdziła, że Decjusz pojawił się w jej śnie w związku z Septymiuszem Senecjonem. Ciężko zachorowawszy, musiała pomyśleć o najlepszym znanym jej lekarzu, jej synu Septymiuszu. Osobliwość Septymiuszowego podejścia do kwestii Przeciwziemi łączyła się natomiast ściśle z cesarzem Decjuszem, któremu odmówił towarzyszenia w wyprawie do Persji i przed którym musiał potem uciekać. Dotarł wówczas, jak sądził, do pozostałości Atlantydy i o swoich wrażeniach z tej podróży pisał do Decjusza. To z tego listu pochodził majak o krwi jako paliwie służącym do łączności między planetą zamieszkiwaną przez bogów a Ziemią, motyw krwi wypijanej przez węże skrzydlate i odnoszonej w miejsce, gdzie była ona przetwarzana w parę. Sykoriusz był zdania, że tę parę wzięła już Mitroania z zapisków na temat parowego okrętu Eutydemidów.

### Spór o nadoślość
Mitroania próbowała potem na podstawie swoich majaczeń odtworzyć, przynajmniej częściowo, przebieg sporu między Sykoriuszem a Euecjuszem. Za jego podstawę uznawała różnicę poglądów na temat boskości. Obydwaj zgodni byli przyznać, że visibilia (to co widzialne) ma strukturę atomową, ale podczas gdy dla Sykoriusza, również invisibilia (to co niewidzialne) stanowiły następstwo powiązań atomów szczególnego rodzaju, Euecjusz źródło rozumu, o którym mówił to jest Bóg, umieszczał gdzieś wysoko ponad wszelkimi powiązaniami atomowymi, a nawet same atomy miał za wydobyty z nicości twór rozumu Boga.
Sykoriusz był zdania, że jeśli Lucjusz podaje się za Publiusza, może za niego uchodzić jeśli tylko stać go na to, by zachowywać się jak Publiusz. Coś mogło być dla niego prawdziwe lub nieprawdziwe, ale nie mogło być domniemanie prawdziwe. Stąd motyw karania na Przeciwziemi za metafory i domniemania. Euecjusz przeciwnie wierzył, że Lucjusz jest Publiuszem, jeśli go nie przekonywały dowody przeciwne. I znowuż Sykoriusz zapewne przyznawałby invisibilibus przymiot pozatomowości, gdyby swoim zachowaniem zdołały dowieść swego prawa do tego. Lecz jego zdaniem nie zachowywały się jak istoty posiadające wolność w stosunku do konieczności. Jeśli zaś nie ma między bogami a ludźmi jakościowej różnicy nic nie stoi na przeszkodzie, aby człowieczeństwo mogło wyrosnąć w boskość. Tak gdyby pewna część osłów, jak o tym śniła Mitroania, w szczególnych warunkach wyrosła ponad przeciętny poziom reszty osobników, mówiłoby się: dorastają do człowieczeństwa. Co by się stało - zapytał Euecjusz - gdyby ludzi wyprzedziły? Wtedy dla ludzi stałyby się bogami - odparł Sykoriusz. Euecjusz, jako chrześcijanin, sprzeciwił się oddawaniu czci takim bogom, lecz zdaniem Sykoriusza, tymi szczególnymi osłami z przypowieści Mitroanii byli chrześcijanie, którzy wyprzedziwszy ludzi rozwojem, mogliby nie tylko wzywać, ale i zmuszać pogan do oddawania czci nadchrześcijaninowi, Chrystusowi. 

### Sądy o Przeciwziemi
Kwintyliusz mówił, że zaświaty jest to owoc z tego samego drzewa co Ziemia, tylko wcześniej zasiany, mający już za sobą etap, w który Ziemia dopiero weszła po zatonięciu Atlantydy. W tę siostrzaność bogów nieśmiertelnych i ludzi wierzyli Chozroes, pierwsza żona Septymiusza Senecjona i Numerian, a z zastrzeżeniami, również Sykoriusz Pompejusz. Mitroanię broniła przed wiarą wątpliwość Wazamara czy da się w zamkniętej w skale komnacie stwierdzić jaka jest na zewnątrz pogoda, czy można stwierdzić, jak mówiła Lolia, czy światło przenikające przez szparę w drzwiach jest światłem słonecznym czy sztucznym.
Kwintyliusz drwił z bogów Przeciwziemi pitagorejczyka Filolaosa, czyniąc z nich zwierzoptaki i pająki wielkości wołów. Chozroes widział w nich potężniejszą i wspanialszą odmianę ludzi. Numerian, według Lolii Urbiki, tylko starszą o dziesiątki tysięcy lat. 